# Tipula asteria
Tipula asteria är en tvåvingeart som beskrevs av Alexander 1951. Tipula asteria ingår i släktet Tipula och familjen storharkrankar.
Artens utbredningsområde är Peru. Inga underarter finns listade i Catalogue of Life.